# Socket F+
Socket F+ (znany również pod nazwą wewnętrzną Socket Fr2) – gniazdo procesora dla układów produkcji AMD poczynając od wykonanej w technologii 45 nm rodziny K10. Podstawka jest następcą gniazda Socket F, gdzie główną zmianą było wprowadzenie obsługi nowszej wersji technologii HyperTransport; gniazdo Socket F umożliwiało pracę z łączami HyperTransport 2.0 przy taktowaniu 1 GHz, zaś jego następca – HyperTransport 3.0 z częstotliwością 2,6 GHz z zachowaniem kompatybilności wstecznej z HyperTransport 1.0 i 2.0.